# ESB Villeneuve-d'Ascq

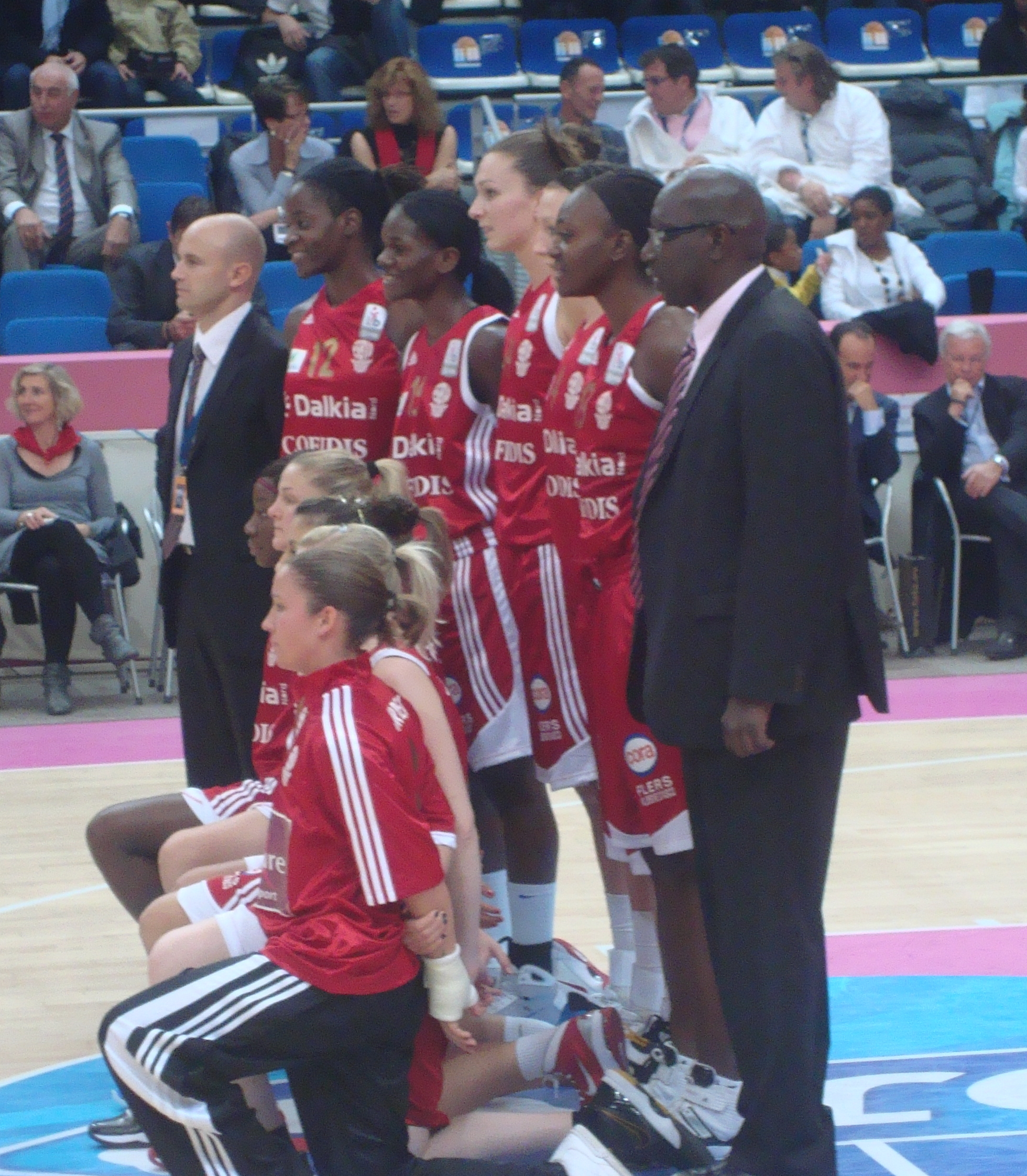
ESBVA basketlag.

ESB Villeneuve-d'Ascq (akronym: ESBVA), grundad 1987, är ett basketlag från Villeneuve-d'Ascq i Frankrike.
De deltar i franska ligan Ligue Féminine de Basket och i europeiska ligan FIBA Euroleague Women.
Kända spelare som spelat i laget inkluderar Elin Eldebrink, Florence Lepron, Émilie Gomis och Jennifer Digbeu.